# Andrein
Andrein est une commune française, située dans le département des Pyrénées-Atlantiques en région Nouvelle-Aquitaine.

## Géographie

### Localisation
La commune d'Andrein se trouve dans le département des Pyrénées-Atlantiques, en région Nouvelle-Aquitaine.
Elle se situe à 66 km par la route de Pau, préfecture du département, à 37 km d'Oloron-Sainte-Marie, sous-préfecture, et à 20 km d'Orthez, bureau centralisateur du canton d'Orthez et Terres des Gaves et du Sel dont dépend la commune depuis 2015 pour les élections départementales.
La commune fait en outre partie du bassin de vie de Sauveterre-de-Béarn.
Les communes les plus proches sont : 
Barraute-Camu (0,7 km), Burgaronne (2,3 km), Saint-Gladie-Arrive-Munein (2,8 km), Sauveterre-de-Béarn (3,3 km), Espiute (3,9 km), Tabaille-Usquain (4,0 km), Guinarthe-Parenties (4,0 km), Orriule (4,1 km).
Sur le plan historique et culturel, Andrein fait partie de la province du Béarn, qui fut également un État et qui présente une unité historique et culturelle à laquelle s’oppose une diversité frappante de paysages au relief tourmenté.

### Communes limitrophes
Les communes limitrophes sont  Barraute-Camu, Burgaronne, Laàs, Orion, Orriule et Sauveterre-de-Béarn.
| Burgaronne          | Orion         |         |
| Sauveterre-de-Béarn | Andrein       | Orriule |
|                     | Barraute-Camu | Laàs    |

### Paysages et relief
Le Touron de Larochelle culmine à 195 mètres.

### Hydrographie

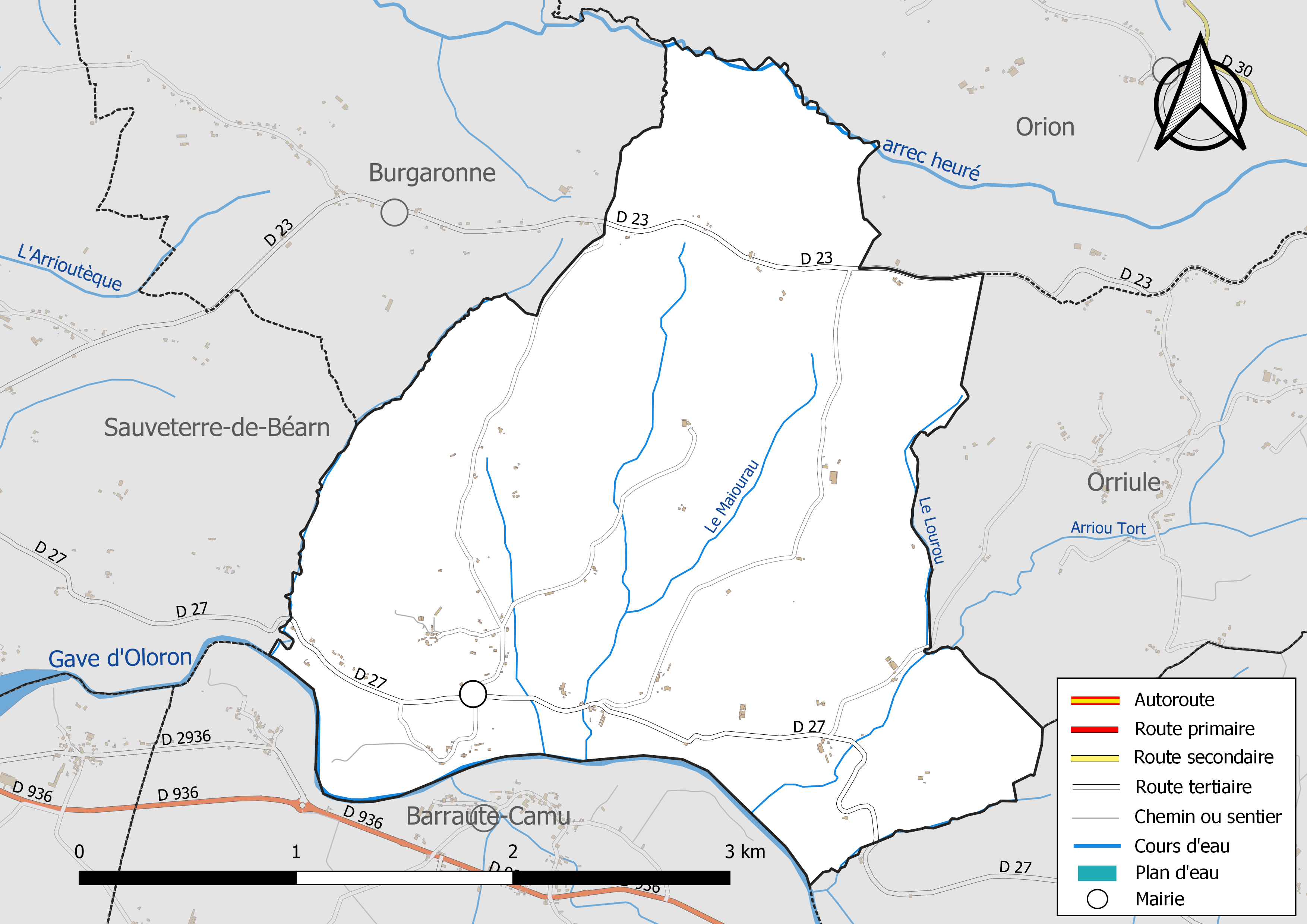
Réseaux hydrographique et routier d'Andrein.

La commune est drainée par le gave d'Oloron, l’arrec Héuré, l’Arriou Tort, le Lourou, le Maiourau, le ruisseau de Lapeyrère, et par divers petits cours d'eau, constituant un réseau hydrographique de 12 km de longueur totale,.
Le gave d'Oloron, d'une longueur totale de 148,8 km, prend sa source dans la commune de Laruns et s'écoule vers le nord-ouest. Il longe la commune sur son flanc sud et se jette dans le gave de Pau à Sorde-l'Abbaye, après avoir traversé 64 communes.

### Climat
Pour des articles plus généraux, voir Climat de la Nouvelle-Aquitaine et Climat des Pyrénées-Atlantiques.
Historiquement, la commune est exposée à un micro climat océanique basque.  
En 2020, Météo-France publie une typologie des climats de la France métropolitaine dans laquelle la commune est exposée à un climat de montagne et est dans la région climatique Pyrénées atlantiques, caractérisée par une pluviométrie élevée (>1 200 mm/an) en toutes saisons, des hivers très doux (7,5 °C en plaine) et des vents faibles.
Pour la période 1971-2000, la température annuelle moyenne est de 13,6 °C, avec une amplitude thermique annuelle de 13,9 °C. Le cumul annuel moyen de précipitations est de 1 237 mm, avec 12,3 jours de précipitations en janvier et 8,2 jours en juillet. Pour la période 1991-2020, la température moyenne annuelle observée sur la station météorologique la plus proche, située sur la commune de Saint-Gladie-Arrive-Munein à 2,84 km à vol d'oiseau, est de 14,3 °C et le cumul annuel moyen de précipitations est de 1 323,1 mm,. Pour l'avenir, les paramètres climatiques de la commune estimés pour 2050 selon différents scénarios d’émission de gaz à effet de serre sont consultables sur un site dédié publié par Météo-France en novembre 2022.

### Milieux naturels et biodiversité

#### Réseau Natura 2000
Le réseau Natura 2000 est un réseau écologique européen de sites naturels d'intérêt écologique élaboré à partir des Directives « Habitats » et « Oiseaux », constitué de zones spéciales de conservation (ZSC) et de zones de protection spéciale (ZPS).
Un site Natura 2000 a été défini sur la commune au titre de la « directive Habitats » : « le gave d'Oloron (cours d'eau) et marais de Labastide-Villefranche »,.

#### Zones naturelles d'intérêt écologique, faunistique et floristique
L’inventaire des zones naturelles d'intérêt écologique, faunistique et floristique (ZNIEFF) a pour objectif de réaliser une couverture des zones les plus intéressantes sur le plan écologique, essentiellement dans la perspective d’améliorer la connaissance du patrimoine naturel national et de fournir aux différents décideurs un outil d’aide à la prise en compte de l’environnement dans l’aménagement du territoire.
Une ZNIEFF de type 2 est recensée sur la commune, : 
le « réseau hydrographique du gave d'Oloron et de ses affluents » (6 885,32 ha), couvrant 114 communes dont 2 dans les Landes et 112 dans les Pyrénées-Atlantiques.

## Urbanisme

### Typologie
Au 1er janvier 2024, Andrein est catégorisée commune rurale à habitat très dispersé, selon la nouvelle grille communale de densité à sept niveaux définie par l'Insee en 2022.
Elle est située hors unité urbaine et hors attraction des villes,.

### Occupation des sols

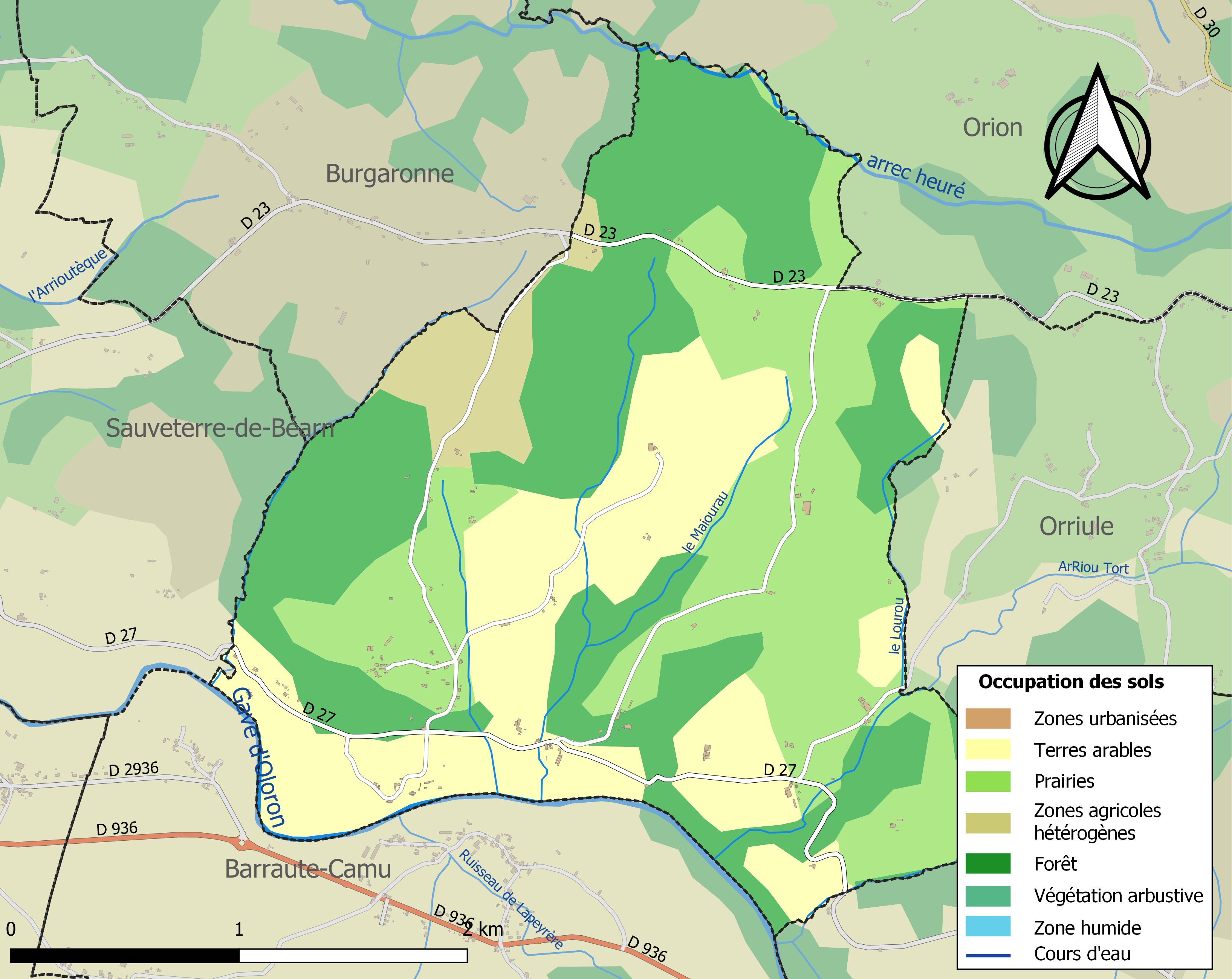
Carte des infrastructures et de l'occupation des sols de la commune en 2018 (CLC).

L'occupation des sols de la commune, telle qu'elle ressort de la base de données européenne d’occupation biophysique des sols Corine Land Cover (CLC), est marquée par l'importance des territoires agricoles (61,9 % en 2018), une proportion identique à celle de 1990 (61,9 %). La répartition détaillée en 2018 est la suivante : 
forêts (38,1 %), prairies (29,6 %), terres arables (27,3 %), zones agricoles hétérogènes (5 %). L'évolution de l’occupation des sols de la commune et de ses infrastructures peut être observée sur les différentes représentations cartographiques du territoire : la carte de Cassini (XVIIIe siècle), la carte d'état-major (1820-1866) et les cartes ou photos aériennes de l'IGN pour la période actuelle (1950 à aujourd'hui).

### Lieux-dits et hameaux
- Araspy[25]
- Arrouzère[25]
- Bachoué Château[25]
- Baillenx
- Balespet
- La Baronnie
- Bétouzet[25]
- Bonnemaison
- Bordenave (2 lieux-dits)
- Braile
- Les Camous
- Casamayou
- Castagnède
- Casteret
- Charrie[25]
- Cousté
- Esploubet
- Hieyte
- Hourcade
- Hourquet
- Laborde
- Lagouarde
- Lauga[25]
- Lée
- Louhau
- Lourou
- Loustau
- Maysonnave
- Monplaisir
- Moulinau
- Pellou
- Pouyau
- Quartier de Pouyau
- La Salle[25]
- Sarrail
- Suberborde
- Temboury
- Téoulé
- Tinguerot
- Touroun[25].

### Voies de communication et transports
La commune est desservie par les routes départementales D 23 et D 27. Elle est traversée par le GR 654, sur la voie de Vézelay.

### Risques majeurs
Le territoire de la commune d'Andrein est vulnérable à différents aléas naturels : météorologiques (tempête, orage, neige, grand froid, canicule ou sécheresse), inondations et séisme (sismicité moyenne). Un site publié par le BRGM permet d'évaluer simplement et rapidement les risques d'un bien localisé soit par son adresse soit par le numéro de sa parcelle.
Certaines parties du territoire communal sont susceptibles d’être affectées par le risque d’inondation par une crue torrentielle ou à montée rapide de cours d'eau, notamment le gave d'Oloron et l'Arrec Heuré. La commune a été reconnue en état de catastrophe naturelle au titre des dommages causés par les inondations et coulées de boue survenues en 1982, 1983, 2009 et 2018,.

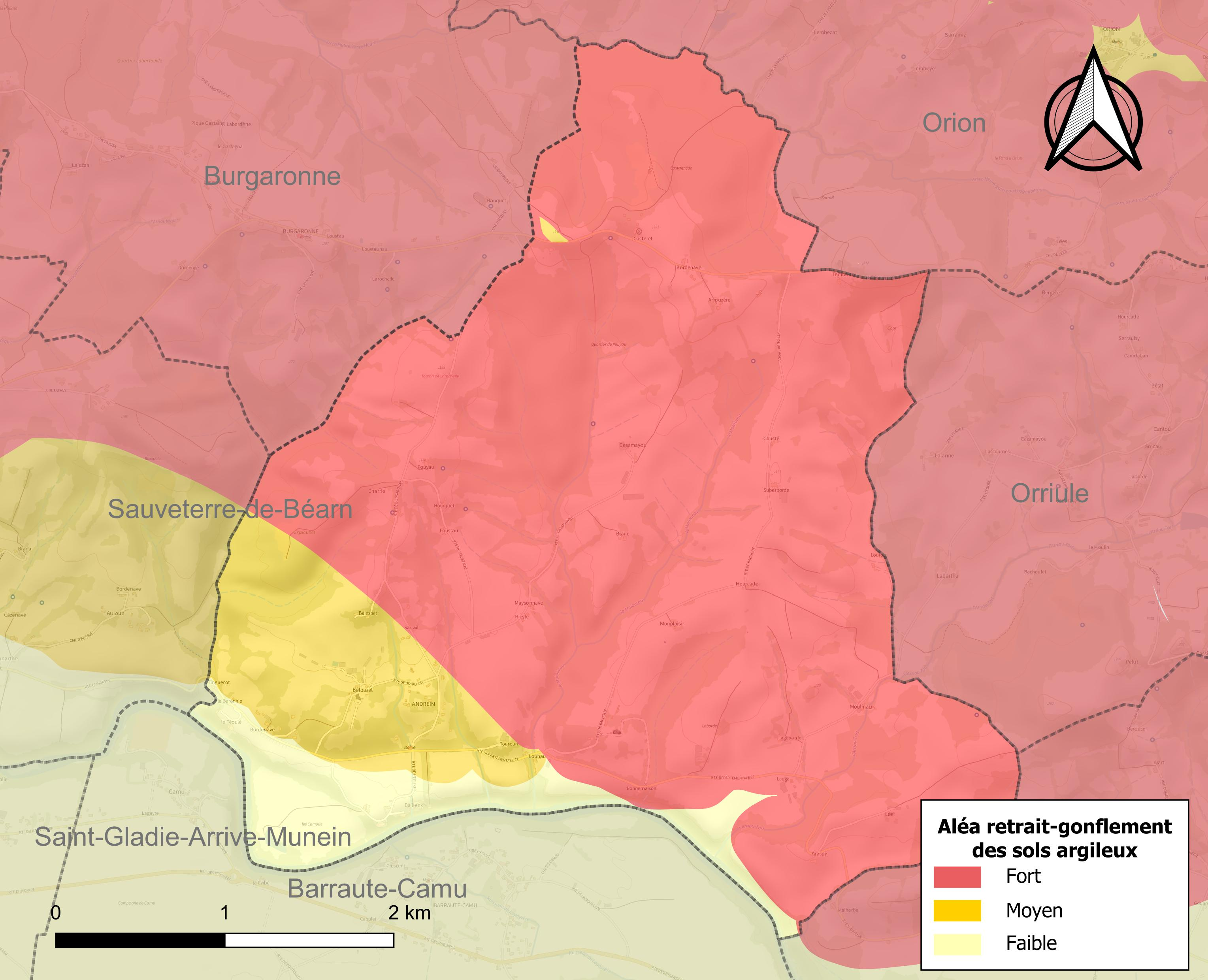
Carte des zones d'aléa retrait-gonflement des sols argileux d'Andrein.

Le retrait-gonflement des sols argileux est susceptible d'engendrer des dommages importants aux bâtiments en cas d’alternance de périodes de sécheresse et de pluie. 92,6 % de la superficie communale est en aléa moyen ou fort (59 % au niveau départemental et 48,5 % au niveau national). Depuis le 1er octobre 2020, en application de la loi ELAN, différentes contraintes s'imposent aux vendeurs, maîtres d'ouvrages ou constructeurs de biens situés dans une zone classée en aléa moyen ou fort,.

## Toponymie

### Attestations anciennes
Le toponyme Andrein apparaît sous les formes 
Andrenh (1385, censier de Béarn), 
Andreinh (1544, réformation de Béarn) et 
Sanctus Petrus d'Andrein (1674, insinuations du diocèse d'Oloron).

### Étymologie
Brigitte Jobbé-Duval indique que le toponyme actuel vient du patronyme Andréas suivi du suffixe -enh. Elle mentionne en outre que les habitants du village étaient autrefois surnommés les « mangeurs de cerises ».

### Autres toponymes
Araspy, toponyme désignant une ferme, est attesté sous les formes 
Araspin (1385, censier de Béarn), 
Araspin de haut et Araspin de baig (1614 pour ces deux formes, réformation de Béarn).
Arrouzère, fief d’Andrein, apparaît sous les graphies 
Arrosere (1385, censier de Béarn) et 
Arrozere (1391, notaires de Navarrenx).
Bachoué était un fief de la commune, vassal de la vicomté de Béarn. Il est mentionné en 1641 dans la réformation de Béarn.
Bétouzet est un fief créé en 1611, vassal de la même vicomté, tout comme Lauga, mentionné en 1728 (dénombrement d’Andrein).
Carjuzan désignait une baronnie, et un fief relevant de la vicomté de Béarn. Il est mentionné par le dictionnaire de 1863.
Charrie, ferme de la commune, est mentionnée sous les graphies 
L’ostau de Xarre (1385, censier de Béarn), 
Charrie (1614, réformation de Béarn) et 
Charie (1863, dictionnaire topographique Béarn-Pays basque).
Espiubeg était un hameau d'Andrein, cité (Espiubeig et Espiubeigt) en 1780 (dénombrement d’Andrein).
Larsun était un hameau d’Andrein, dont il est fait mention sous la forme Larsuno vers 1540 dans la réformation de Béarn.
Le Pouey était en 1863 un écart de la commune.
Sahores était une ferme d’Andrein, dont il est fait mention en 1397, sous la forme Safores (notaires de Navarrenx).
La Salle, fief d’Andrein, était lui aussi vassal de la vicomté de Béarn, et ressortait au bailliage de Sauveterre. On trouve le toponyme sous les graphies La Sale d’Andrenh (1385, censier de Béarn) et La Sala d’Andrenh (1538, réformation de Béarn).
Touroun était un fief d’Andrein, dont il est fait mention en 1728 (dénombrement d’Andrein) sous la forme la maison noble du Touron. Le dictionnaire de 1863 le signale avec la graphie le Turon.

### Graphie béarnaise
Son nom béarnais est Andrenh ou Andrégn.

## Histoire
Paul Raymond note que la commune comptait une abbaye laïque, vassale de la vicomté de Béarn.
En 1385, Andrein comptait 17 feux et dépendait du bailliage de Sauveterre.

## Politique et administration

### Liste des maires
| Période                                  | Période  | Identité     | Étiquette | Qualité |
| ---------------------------------------- | -------- | ------------ | --------- | ------- |
| Les données manquantes sont à compléter. |          |              |           |         |
| 1995                                     | En cours | Alain Martin | DVG       | Employé |

### Intercommunalité
La commune fait partie de cinq structures intercommunales :
- le centre intercommunal d'action sociale de Sauveterre-de-Béarn ;
- la communauté de communes du Béarn des Gaves ;
- le syndicat d'énergie des Pyrénées-Atlantiques ;
- le syndicat intercommunal d'alimentation en eau potable du Saleys et des gaves ;
- le syndicat intercommunal des gaves et du Saleys.

## Population et société

### Démographie
Le nom des habitants est Andreinais,.
L'évolution du nombre d'habitants est connue à travers les recensements de la population effectués dans la commune depuis 1793. Pour les communes de moins de 10 000 habitants, une enquête de recensement portant sur toute la population est réalisée tous les cinq ans, les populations de référence des années intermédiaires étant quant à elles estimées par interpolation ou extrapolation. Pour la commune, le premier recensement exhaustif entrant dans le cadre du nouveau dispositif a été réalisé en 2005.

En 2022, la commune comptait 138 habitants, en évolution de +5,34 % par rapport à 2016 (Pyrénées-Atlantiques : +3,78 %, France hors Mayotte : +2,11 %).
| 1793 | 1800 | 1806 | 1821 | 1831 | 1836 | 1841 | 1846 | 1851 |
| ---- | ---- | ---- | ---- | ---- | ---- | ---- | ---- | ---- |
| 378  | 238  | 402  | 271  | 286  | 373  | 372  | 364  | 331  |

| 1856 | 1861 | 1866 | 1872 | 1876 | 1881 | 1886 | 1891 | 1896 |
| ---- | ---- | ---- | ---- | ---- | ---- | ---- | ---- | ---- |
| 327  | 325  | 332  | 289  | 275  | 278  | 242  | 236  | 248  |

| 1901 | 1906 | 1911 | 1921 | 1926 | 1931 | 1936 | 1946 | 1954 |
| ---- | ---- | ---- | ---- | ---- | ---- | ---- | ---- | ---- |
| 268  | 246  | 231  | 218  | 212  | 210  | 214  | 184  | 142  |

| 1962 | 1968 | 1975 | 1982 | 1990 | 1999 | 2005 | 2006 | 2010 |
| ---- | ---- | ---- | ---- | ---- | ---- | ---- | ---- | ---- |
| 111  | 110  | 99   | 105  | 103  | 111  | 123  | 123  | 133  |

| 2015 | 2020 | 2022 | - | - | - | - | - | - |
| ---- | ---- | ---- | - | - | - | - | - | - |
| 132  | 138  | 138  | - | - | - | - | - | - |

## Économie
L'activité est principalement agricole. La commune fait partie de la zone d'appellation de l'ossau-iraty.

## Culture locale et patrimoine

### Lieux et monuments

#### Patrimoine civil
- Le château de Bachoué
- Le château de Baillenx, ancienne abbaye laïque
- Le château de Betouzet[46]

#### Patrimoine religieux
L'église Saint-Pierre, de style roman, située au bord du gave d'Oloron. L'église est dédiée à l'apôtre saint Pierre.

### Personnalités liées à la commune
Ernest Bordes, né en 1852 à Pau (Pyrénées-Atlantiques) et mort à Andrein le 15 août 1914, est un artiste peintre, membre de la Société des artistes français, qui a vécu dans le château de Betouzet. Sa fille, Jacqueline Bordes, épouse en 1920 à Andrein le journaliste, historien et essayiste français Emmanuel Berl.
D'après la correspondance de la Présidence de la République : Arthur Hugenschmidt (1862-1929) y a séjourné en 1928 et 1929 auprès de la comtesse de Viforano (fille du docteur Joseph Marie Alfred Beni-Barde).[réf. nécessaire]